# Ndougou
Ndougou è un dipartimento della provincia di Ogooué-Maritime, in Gabon, che ha come capoluogo Gamba.